# Penicillium canescens
Penicillium canescens är en svampart som beskrevs av Sopp 1912. Penicillium canescens ingår i släktet Penicillium och familjen Trichocomaceae.   Inga underarter finns listade i Catalogue of Life.